# Catedral de la Anunciación (Alejandreta)
La Catedral de la Anunciación también conocida como iglesia católica de Alejandreta (en turco: Iskenderun katolik kilisesi) es el nombre que recibe un edificio religioso que pertenece a la Iglesia católica y funciona como la catedral del vicariato apostólico de Anatolia. Se encuentra en Alejandreta (turco: Iskenderun), en el país euroasiático de Turquía. Se encuentra en Yenisehir Mah. Mithat.
Fue construido entre 1858-1871 por la Orden de los Carmelitas. Después de un incendio en 1887 fue reconstruida entre los años 1888-1901. Actualmente el ministerio en la catedral está a cargo de la Orden de los Franciscanos Conventuales (desde 2003). Su estructura sufrió graves daños en la segunda réplica de los terremotos de Turquía y Siria de 2023, la nave central se desplomó, permaneciendo solo el lateral izquierdo en pie, al margen del ábside y el campanario que aún se conservan.